# 莫布里奇 (南达科他州)
莫布里奇（英語：Mobridge），是美国南达科他州下属的一座城市。根据2010年美国人口普查，该市有人口3,465人。2011年估计该市人口约有3,553人，年增长率为2.54%。